# Visione di Soriano
La Visione di Soriano è un dipinto dell'età matura di Giovanni Francesco Barbieri, detto Il Guercino. 

## Rappresentazione
Il dipinto rappresenta un tema ricorrente nell'iconografia domenicana e cioè l'apparizione della Madonna a un domenicano del convento di Soriano Calabro, che avrebbe avuto luogo la notte del 15 settembre 1530. Al frate converso Lorenzo da Grotteria sarebbe apparsa la Madonna accompagnata dalla Maddalena e da Santa Caterina d'Alessandria: al termine dell'apparizione, nelle mani dello stupefatto frate sarebbe rimasta una tela che rappresentava san Domenico di Guzmán, fondatore dell'Ordine, con in una mano un libro, simbolo della sapienza dei membri dell'Ordine e un giglio, simbolo della loro purezza.

## Storia

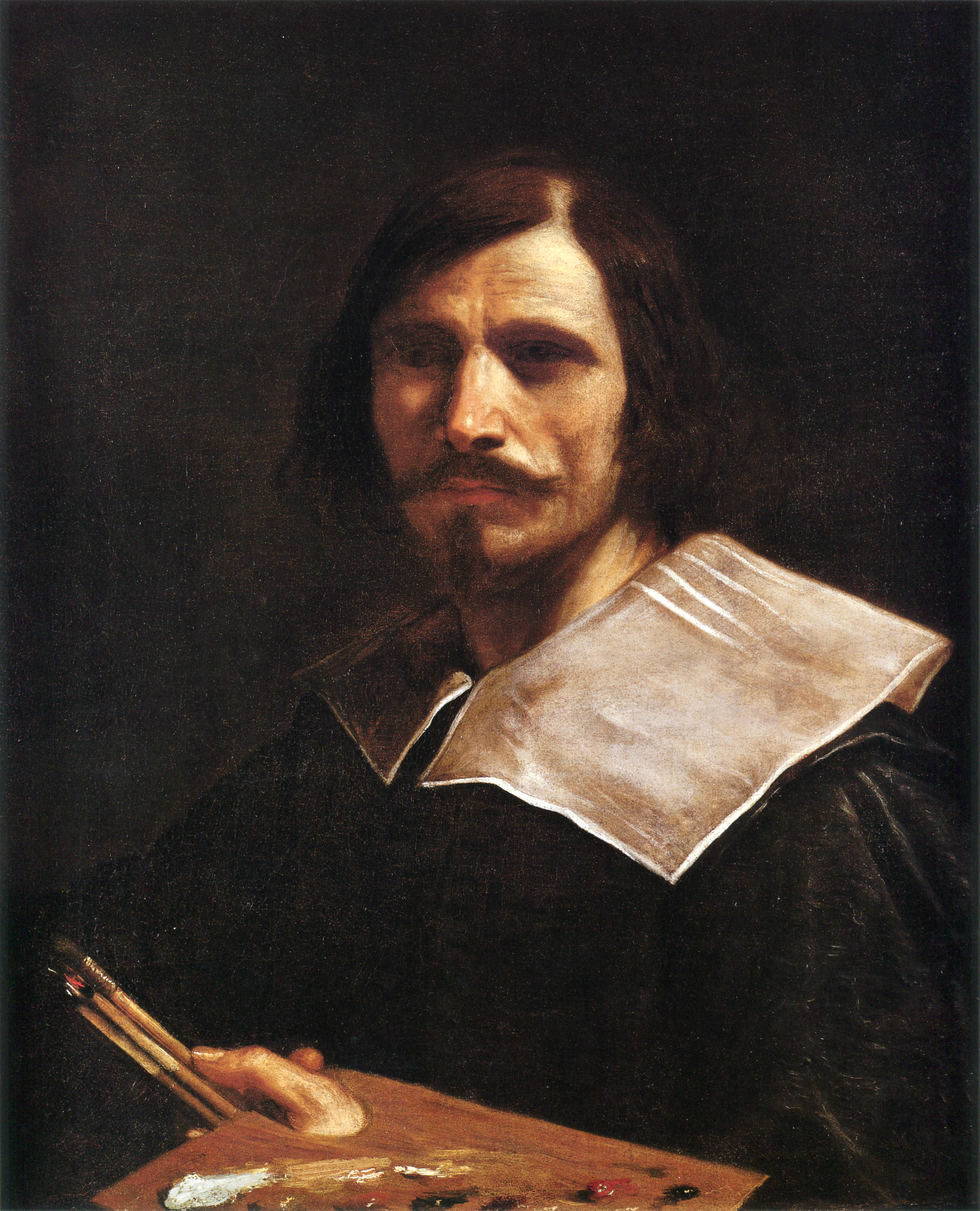
Guercino: autoritratto

Il quadro della Visione di Soriano del Guercino fu commissionato all'artista dal Magistrato Mercantile di Bolzano attraverso il console Bernardino Borno di Verona. L'opera venne installata un anno dopo come pala d'altare nella chiesa del convento dei Domenicani di Bolzano. Con la soppressione dei conventi del 1785, la tela fu trasferita nella chiesa parrocchiale. Nel 1970 la tela fu riportata nella chiesa dei Domenicani, nella cappella laterale sinistra appositamente eretta ove molto tempo prima esisteva la cappella Brandis. Del dipinto esistono tre schizzi preparatori, due di essi attualmente esposti nella Galleria nazionale d'Irlanda a Dublino e il terzo, di proprietà privata, si trova a Stoccarda.

## Altre rappresentazioni
Della Visione vi sono numerose rappresentazioni ovunque nelle chiese domenicane, tra le quali:
- Basilica di San Sisto Vecchio, a Roma
- Chiesa dei Santi Domenico e Sisto, a Roma
- Basilica di Santa Maria sopra Minerva, a Roma
- Chiesa di San Pietro Martire, a Napoli

oltre che in chiese domenicane di Firenze, Siviglia, Gand, ecc.